# Sárosi Béla
Sárosi Béla, született Stefancsics, (Budapest, 1919. augusztus 15. – Zaragoza, 1993. június 15.) válogatott labdarúgó, hátvéd, fedezet, majd edző. Testvérei Sárosi György labdarúgó, Sárosi László úszó és vízilabdázó. Unokaöccse Sárosi László olimpiai bajnok vízilabdázó. A sportsajtóban Sárosi III néven volt ismert.

## Pályafutása
Középiskolás éveiben az Eötvös József Gimnáziumban az iskolai labdarúgócsapat meghatározó egyénisége és csapatkapitánya volt. Nem csak labdarúgásban, de kézilabdában és kosárlabdában is kiemelkedő játékot mutatott. Sorozatban nyerte az iskola teniszbajnokságait is, egyéniben és párosban egyaránt. A BSZKRT ifi teniszezője volt, ifjúsági magyar bajnok.

### Klubcsapatban
A Ferencvárosban 326 mérkőzésen szerepelt (237 bajnoki, 56 nemzetközi, 33 hazai díjmérkőzés) és 93 gólt szerzett (64 bajnoki, 29 egyéb).

### A válogatottban
1939 és 1945 között 25 alkalommal szerepelt a válogatottban és 1 gólt szerzett. Egyszeres B-válogatott (1946), négyszeres Budapest válogatott (1938–40), egyszeres amatőr válogatott (1937), egyszeres egyéb válogatott (1938).

### Edzőként
Évtizedeken át labdarúgóedzőként működött külföldön.

## Sikerei, díjai
- Magyar bajnokság
  - bajnok: 1937–38, 1939–40, 1940–41
  - 2.: 1938–39, 1943–44
  - 3.: 1942–43
- Magyar kupa
  - győztes: 1942, 1943, 1944
- Közép-európai kupa (KK)
  - döntős: 1938, 1939

## Statisztika

### Mérkőzései a válogatottban
| Magyarország | Magyarország         | Magyarország                   | Magyarország  | Magyarország | Magyarország | Magyarország | Magyarország | Magyarország |
| #            | Dátum                | Helyszín                       | Hazai         | Eredmény     | Vendég       | Kiírás       | Gólok        | Esemény      |
| ------------ | -------------------- | ------------------------------ | ------------- | ------------ | ------------ | ------------ | ------------ | ------------ |
| 1.           | 1939. március 16.    | Párizs, Parc des Princes       | Franciaország | 2 – 2        | Magyarország | barátságos   | -            |              |
| 2.           | 1939. március 19.    | Cork                           | Írország      | 2 – 2        | Magyarország | barátságos   | -            |              |
| 3.           | 1939. április 2.     | Zürich, Hardturm-stadion       | Svájc         | 3 – 1        | Magyarország | barátságos   | -            |              |
| 4.           | 1939. szeptember 24. | Budapest, Üllői úti pálya      | Magyarország  | 5 – 1        | Németország  | barátságos   | -            |              |
| 5.           | 1939. október 22.    | Bukarest, ANEF-stadion         | Románia       | 1 – 1        | Magyarország | barátságos   | -            |              |
| 6.           | 1939. november 12.   | Belgrád, BSK Stadion           | Jugoszlávia   | 0 – 2        | Magyarország | barátságos   | -            |              |
| 7.           | 1940. március 31.    | Budapest, Üllői úti pálya      | Magyarország  | 3 – 0        | Svájc        | Európa-kupa  | -            |              |
| 8.           | 1940. április 7.     | Berlin, Olimpiai Stadion       | Németország   | 2 – 2        | Magyarország | barátságos   | 1            | 45'          |
| 9.           | 1940. május 2.       | Budapest, Üllői úti pálya      | Magyarország  | 1 – 0        | Horvátország | barátságos   | -            |              |
| 10.          | 1940. május 19.      | Budapest, Üllői úti pálya      | Magyarország  | 2 – 0        | Románia      | barátságos   | -            |              |
| 11.          | 1940. szeptember 29. | Budapest, Üllői úti pálya      | Magyarország  | 0 – 0        | Jugoszlávia  | barátságos   | -            |              |
| 12.          | 1940. október 6.     | Budapest, Üllői úti pálya      | Magyarország  | 2 – 2        | Németország  | barátságos   | -            |              |
| 13.          | 1940. december 1.    | Genova, Luigi Ferraris Stadion | Olaszország   | 1 – 1        | Magyarország | barátságos   | -            |              |
| 14.          | 1940. december 8.    | Zágráb, Građanski-stadion      | Horvátország  | 1 – 1        | Magyarország | barátságos   | -            |              |
| 15.          | 1941. március 23.    | Belgrád, BSK-pálya             | Jugoszlávia   | 1 – 1        | Magyarország | barátságos   | -            |              |
| 16.          | 1941. április 6.     | Köln                           | Németország   | 7 – 0        | Magyarország | barátságos   | -            |              |
| 17.          | 1942. június 14.     | Budapest, Üllői úti pálya      | Magyarország  | 1 – 1        | Horvátország | barátságos   | -            |              |
| 18.          | 1942. november 1.    | Budapest, Üllői úti pálya      | Magyarország  | 3 – 0        | Svájc        | barátságos   | -            |              |
| 19.          | 1943. május 16.      | Genf, Charmilles Stadion       | Svájc         | 1 – 3        | Magyarország | barátságos   | -            |              |
| 20.          | 1943. június 6.      | Szófia, Junak Stadion          | Bulgária      | 2 – 4        | Magyarország | barátságos   | -            |              |
| 21.          | 1943. szeptember 12. | Stockholm                      | Svédország    | 2 – 3        | Magyarország | barátságos   | -            |              |
| 22.          | 1943. szeptember 15. | Helsinki                       | Finnország    | 0 – 3        | Magyarország | barátságos   | -            |              |
| 23.          | 1943. november 7.    | Budapest, Üllői úti pálya      | Magyarország  | 2 – 7        | Svédország   | barátságos   | -            |              |
| 24.          | 1945. augusztus 19.  | Budapest, Üllői úti pálya      | Magyarország  | 2 – 0        | Ausztria     | barátságos   | -            |              |
| 25.          | 1945. szeptember 30. | Budapest, Üllői úti pálya      | Magyarország  | 7 – 2        | Románia      | barátságos   | -            |              |
|              | Összesen             |                                |               | 25           | mérkőzés     |              | 1            | gól          |